# 8-я сессия Комитета всемирного наследия ЮНЕСКО
8-я сессия Комитета всемирного наследия ЮНЕСКО проходила с 29 октября по 2 ноября 1984 года, в Буэнос-Айресе в Аргентине. Было подано 22 объектов в список всемирного наследия. Из них, 15 культурное наследие и 7 природное наследие.
В красный список были добавлены 3 объекта. Таким образом, общее число достигло — 185 (131 культурного наследия, 7 смешанных и 47 природных наследий).

## Объекты, внесённые в список всемирного наследия

### Культурное наследие
Колумбия: Порт, крепости и ряд памятников в Картахене (Колумбия)
Германия: Дворец и охотничий замок Аугустусбург и Фалькенлуст в городе Брюль
Индия: Храм солнца в Конараке
Индия: Серия памятников в Махабалипурам
Ливан: Древний город Анджар
Ливан: Древний город Баальбек
Ливан: Древний город Библ
Ливан: Древний город Тир (Сур)
Испания: Исторический центр Кордова (расширена в 1994 году)
Испания: Альгамбра, Хенералифе и Альбайсин, Гранада (провинция) (расширена в 1994 году)
Испания: Бургосский собор
Испания: Архитектурный ансамбль Эскориал в Мадриде
Испания: Произведения Антонио Гауди (Барселона и окрестности) (расширена в 2005 году)
Ватикан: Ватикан — район Рима
США: Статуя Свободы

### Природное наследие
Аргентина: Национальный парк Игуасу
Канада: Парки Канадских Скалистых гор
Демократическая Республика Конго: Национальный парк Салонга
Малави: Национальный парк Озеро Малави
Непал: Национальный парк Читван
США: Национальный парк Йосемити
Зимбабве: Национальный парк Мана-Пулс, сафари Сапи и Чеуоре

### Добавлен в красный список
Орнитологический резерват Джудж, Сенегал — в красном списке с 1988 года;
Охраняемая территория Нгоронгоро, Танзания — в списке с 1989 года
Гарамба, Демократическая республика Конго — в списке находился до 1992 года, а затем с 1996 года